# Autostrada A8 (Italien)
Die Autostrada A8 (italienisch für ‚Autobahn A8‘) ist eine italienische Autobahn im Norden des Landes, die außerdem Teil der Autostrada dei Laghi ist. Sie ist 42,6 km lang und mautpflichtig.

## Verlauf

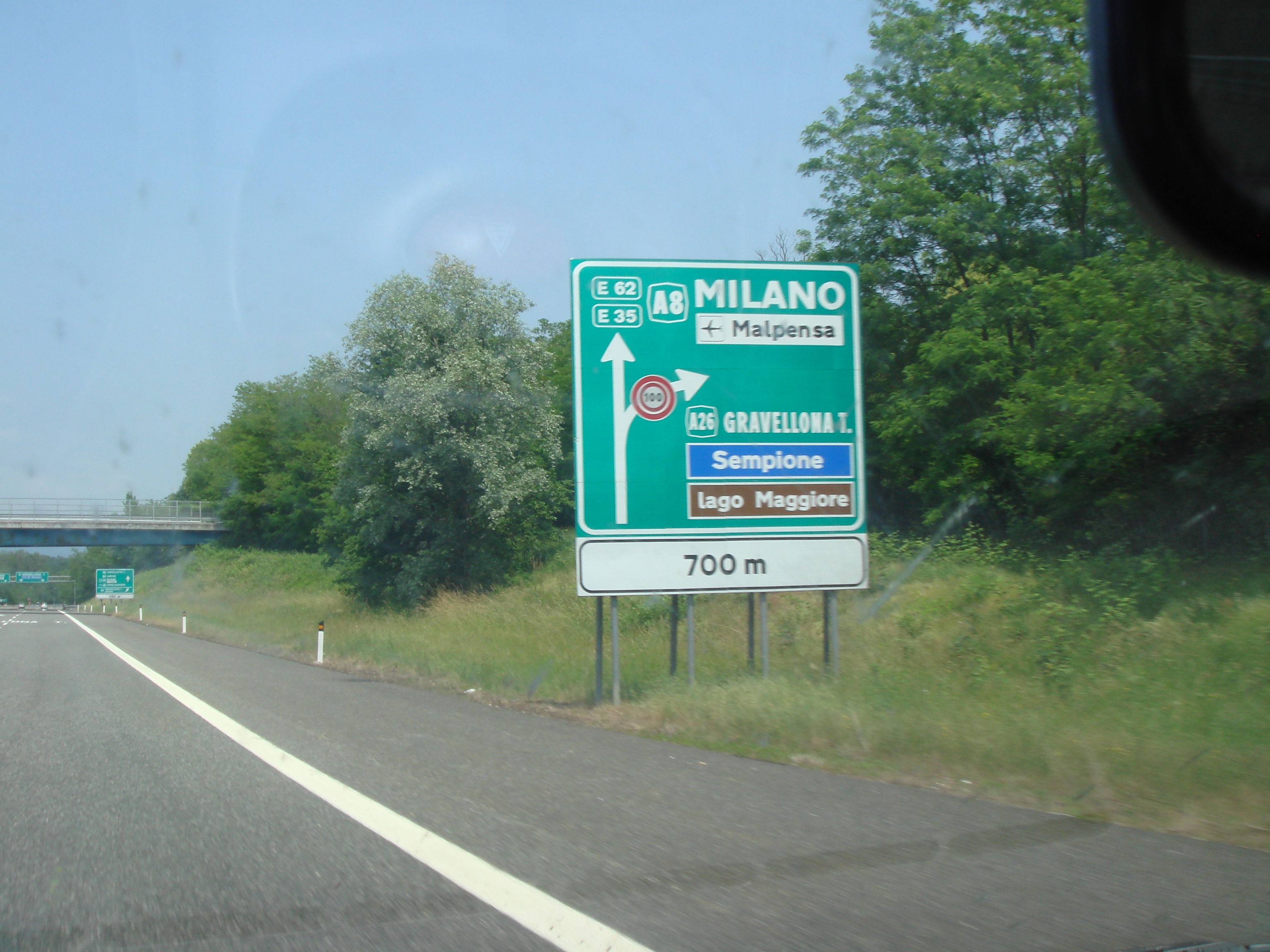
Die A8 beim Knoten mit dem Abzweig zur A26

Die A8 beginnt im Norden von Mailand, der Hauptstadt der Lombardei in der Via Certosa. Nach wenigen Kilometern erreicht sie den Knoten mit der Autobahn A4. Von hier aus führt sie nordwärts durch die Po-Ebene bis zur Abzweigung des zweiten Streckenteils der Autostrada dei Laghi, der A9, die nach Como und darüber hinaus in die Schweiz führt.
Die A8 verläuft nahe der Stadt Busto Arsizio bis nach Gallarate, wo ein Autobahnzweig (ital. diramazione), die A8 mit der Autobahn A26 verbindet. Hier wendet sie sich nordwärts und erreicht bei Varese, nahe dem gleichnamigen See ihren Endpunkt. Die Fortsetzung bildet die SS 233, die bis zur schweizerischen Grenze führt, und die SS 394, die zum Lago Maggiore verläuft.

## Geschichte

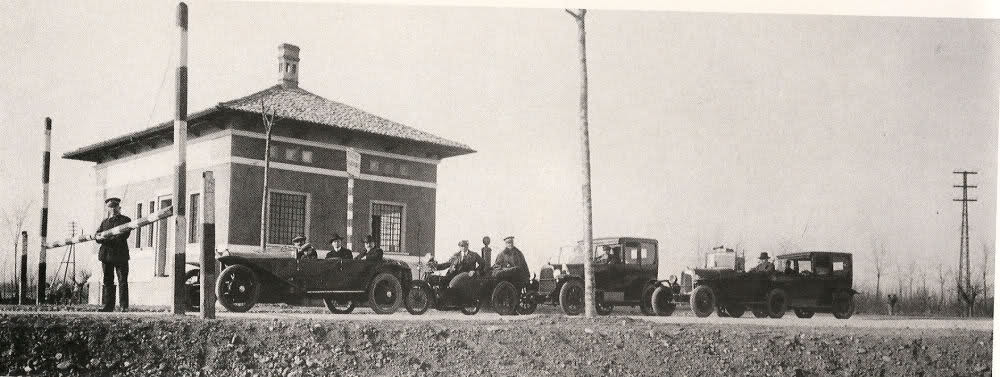
Mautstelle bei Mailand im Jahr 1929

Die A8 gilt als die älteste der italienischen Autobahnen und als eine der ältesten der Welt. Die Autobahn wurde bereits am 21. September 1924 eröffnet.
für weitere Details siehe: Autostrada dei Laghi

## Verwaltung und Ausbauzustand
Die Autobahn wird heute von der italienischen Autobahngesellschaft Autostrade per l’Italia verwaltet.
Die Autobahn ist im nördlichen Abschnitt vierspurig ausgebaut. Südlich des Abzweigs zur A26 weist sie sechs, zwischen dem Dreieck mit der A9 und Mailand sogar acht Fahrstreifen auf. Die Bauarbeiten wurden 1999 abgeschlossen, die Gesamtkosten betrugen 64,7 Millionen Euro.

## Maut
Die A8 ist mautpflichtig, allerdings weist sie, anders als die meisten Autobahnen, ein anderes Mautsystem auf. Normalerweise ist die Höhe der Maut bestimmt nach der zurückgelegten Entfernung und der benutzten Straße sowie der Fahrzeugklasse. Die Maut wird beim Verlassen der Autobahn in Autobahnstationen bezahlt.
Diese Autobahn jedoch wird als offenes System (ital.: sistema aperto) verwaltet, d. h. an den beiden Mautstationen wird, unabhängig von der zurückgelegten Entfernung, nur ein Pauschalbetrag erhoben.